# Dorfkirche Neuenklitsche

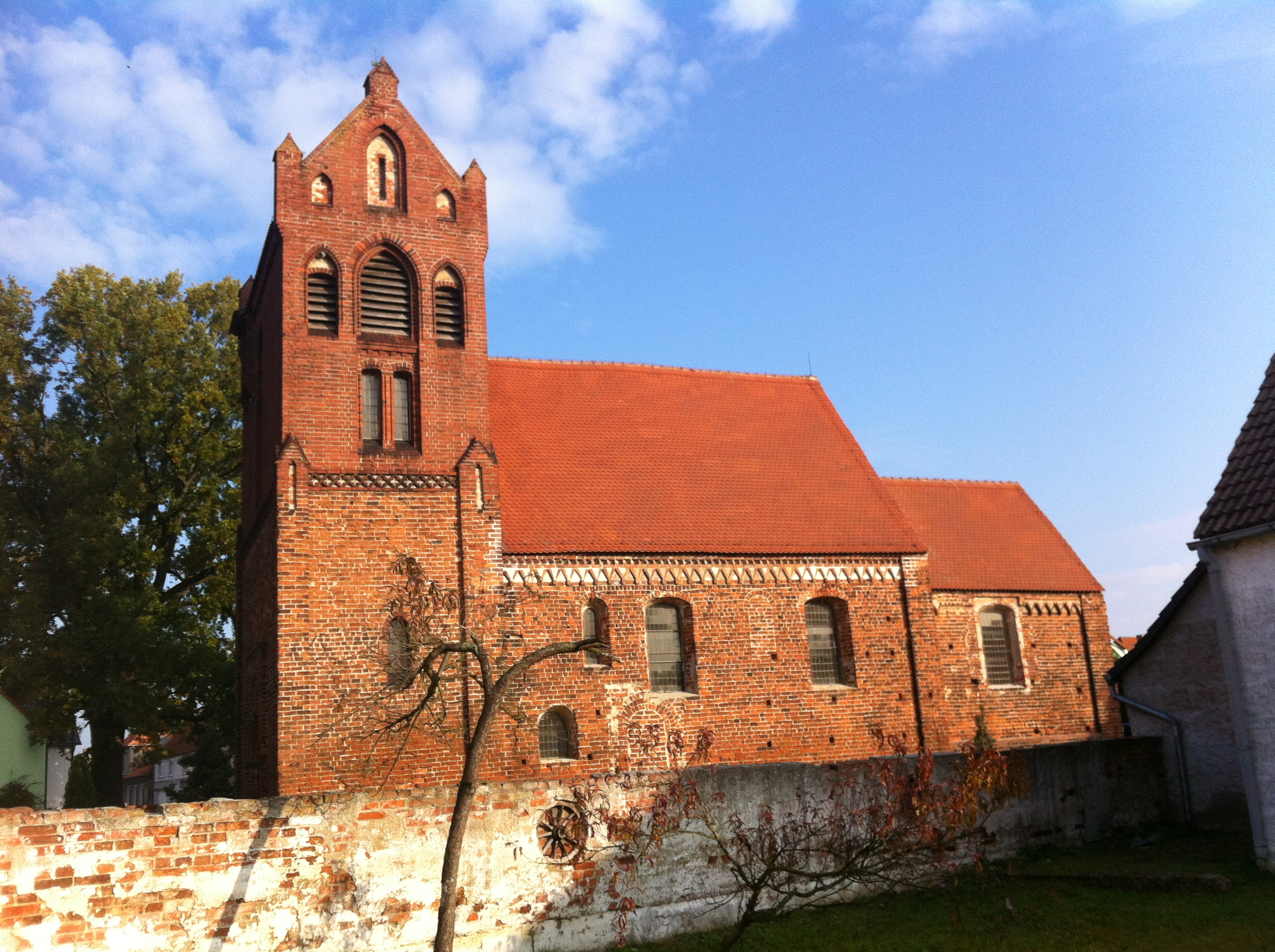
Dorfkirche – Ansicht von Süden

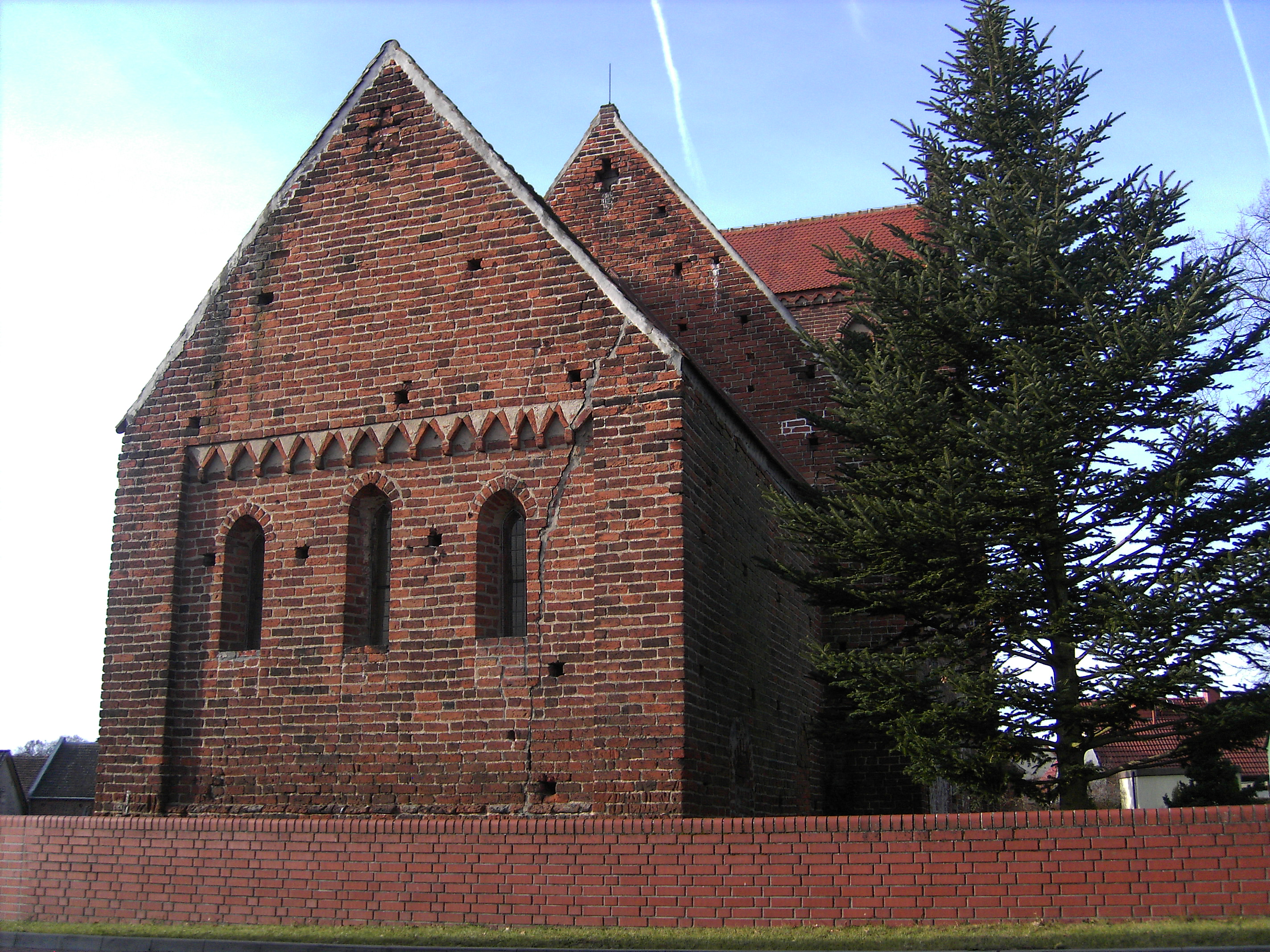
Ostgiebel mit gotischen Spitzbogenfenstern

Die Dorfkirche zu Neuenklitsche ist ein evangelisches Kirchengebäude in Neuenklitsche, einem Ortsteil der Stadt Jerichow im Landkreis Jerichower Land in Sachsen-Anhalt. Die spätromanische Backsteinkirche steht am Ortseingang von Kleinwusterwitz kommend, im südlichen Teil des Dorfes und ist das Wahrzeichen des Ortes.
Die Gemeinde gehört zum Kirchspiel Schlagenthin im Kirchenkreis Elbe-Fläming der Evangelischen Kirche in Mitteldeutschland. 

## Geschichte
Die unter Denkmalschutz stehende Kirche wurde in den Jahren 1371–1375 erbaut, worauf eine zweizeilige Inschrift, die in gotischer Kursivschrift in den 9. Deckenbalken eingeschnitzt wurde, hinweist. Der von Mönchen des Klosters Jerichow 1150 bis 1180 errichtete Vorgängerbau stand an gleicher Stelle und wurde durch einen Brand zerstört.
Im 17. Jahrhundert wurde die Kirche umgebaut und erfuhr grundhafte gotische Veränderungen. Die besonders schlichte Ausstattung stammt ebenfalls aus dieser Zeit.
Der Kirchturm, dessen Fachwerk im oberen Turminneren nach einem Brand von 1902 bis 1904 erneuert wurde, ist im neugotischen Stil errichtet.

## Beschreibung und Ausstattung
Der unverputzte Backsteinbau mit schiffsbreitem Westquerturm und eingezogenem Rechteckchor ist ein typischer Vertreter der Backsteinkirchen im Elbe-Havel-Gebiet. Die Fassade wird durch Ecklisenen, Dreiecks- bzw. Winkel- und Zahnschnittfriese geschmückt und gegliedert und weist an den sichtbaren vermauerten Bögen und Öffnungen auf den Längsseiten auf zahlreiche Änderungen aus der Umbauzeit im 17. Jahrhundert hin. An den Außenwänden von Chor und Saal findet man mittelalterliche Rüstlöcher, zwei Ritzsonnenuhren im südöstlichen- und nördlichen Bereich mit einem Durchmesser von 14 cm und zahlreiche, tief ausgearbeitete Rillen- und Näpfchenschürfungen an der Süd- und Ostseite.

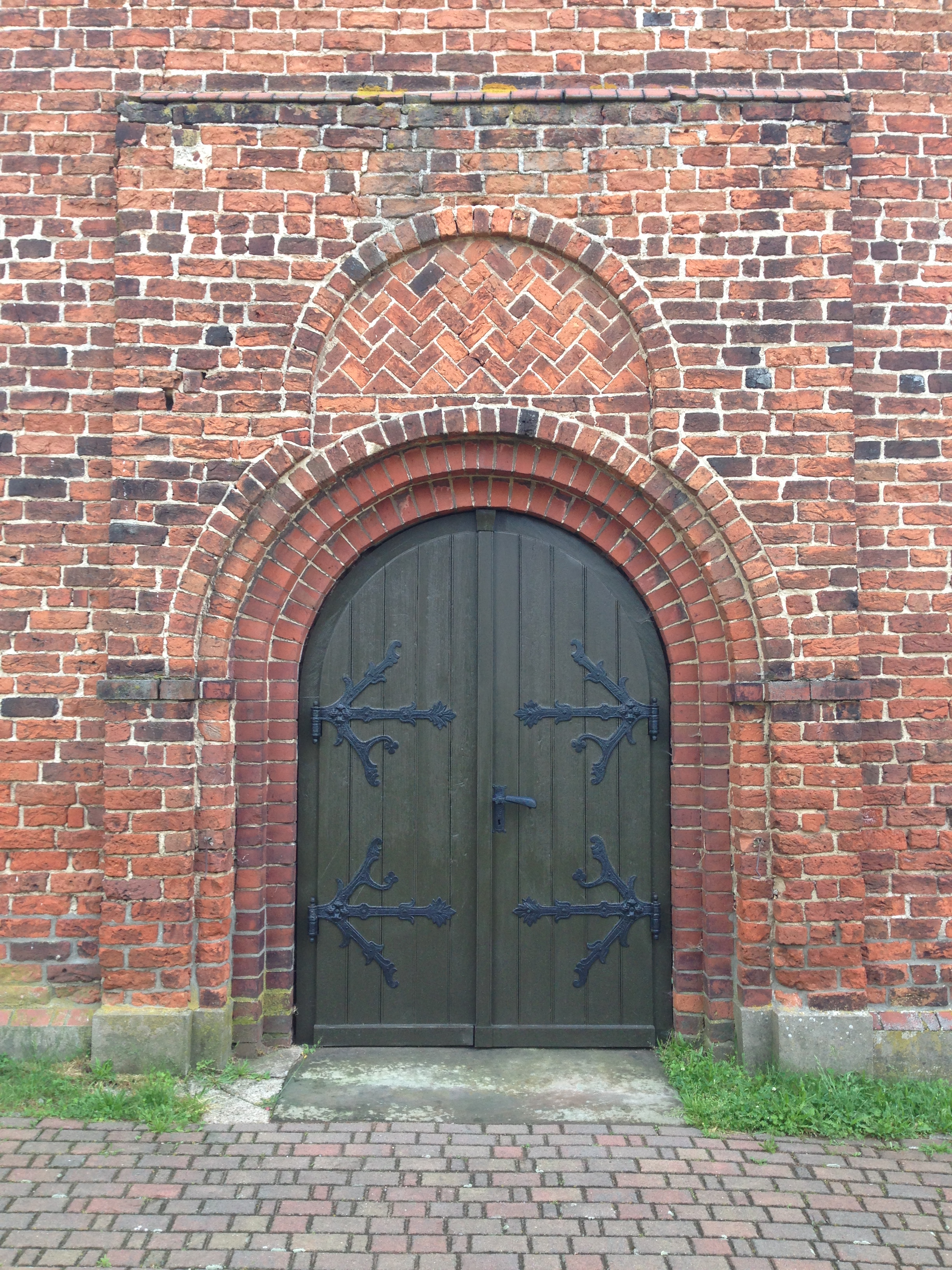
Westportal mit Überfang-Blendbogen und Backsteinmuster

Das Westportal der Kirche zeigt mit seiner vierfachen Abstufung die von allen romanischen Backsteinkirchen der Umgebung reichste Ausbildung mit einem Überfang-Blendbogen, dessen Feld mosaikförmig verlegte Muster enthält. Das Portal und die beiden Rundbogenfenster im Westteil des Schiffes sind die vom romanischen Bau im ursprünglichen Zustand erhaltenen Öffnungen.
In der Chorostwand findet sich eine der Gotik zuzuordnende schlanke spitzbogige Dreifenstergruppe.
Der Dachstuhl ist im Wesentlichen noch im Originalzustand erhalten und nach Angabe der Denkmalschutzbehörde in seiner Art nur noch dreimal in Europa zu finden.
Die Innenausstattung ist schlicht gehalten. Über West- und Nordseite des Kirchenschiffes erstreckt sich eine L-förmige Empore. Parallel zu den Umbauarbeiten am Turm wurden 1902 die mittelalterlichen Balkenlagen im Kirchenschiff mit einer Kassettendecke verschalt. Lediglich im Chorbereich ist die Balkenlage noch in der ursprünglichen Bauweise offen sichtbar.
Von der Ausstattung des Vorgängerbaus blieb nur die romanische Sandsteintaufe, eine Halbkugel mit einem Durchmesser von 82 cm auf einem umgestülpten Würfelkapitell, erhalten.
Im Chorraum befindet sich an Nord- und Südwand das Patronatsgestühl, das während der Gottesdienste den Gutsherren vorbehalten war. In diesem Bereich sind drei gut erhaltene Epitaphe von Familienmitgliedern der Patronatsherren von Neuenklitsche, Hans Christoff von Katte sowie seiner Söhne Joachim Ernst auf der Nordseite und Joachim Ehrentreich von Katte neben der Kanzel auf der Südseite in die Wände eingearbeitet.
Die Orgel aus der Werkstatt des altmärkischen Orgelbaumeisters Voigt, erbaut in der Zeit zwischen 1860 und 1880, wurde 1945 zerstört und 1960 erneuert. Der neoromanische Orgelprospekt blieb dabei erhalten. Anfang der 1980er Jahre musste die Orgel aufgrund der schlechten baulichen Situation des Gebäudes aus der Kirche entfernt werden und wurde in der Winterkirche von St. Trinitatis in Genthin untergebracht. Die Orgel kehrte 1996 – nachdem 1992 die Dacheindeckung erneuert werden konnte – wieder an ihren Platz zurück und ist nach Reinigung und Überarbeitung inzwischen wieder spielbar.
Von den ursprünglich vorhandenen zwei Glocken, befindet sich nur noch eine im Turm. Die zweite Glocke ging während des Zweiten Weltkrieges verloren. Die Bronzeglocke stammt vom Glockengießer Simon Kolle aus Brandenburg und datiert auf das Jahr 1661. Die Inschrift zitiert den Vers 22 des ersten Jakobus-Briefes (Jak 1,22 ):

„SEID ABER THÄTER DES WORTS UND NICHT HÖRER ALLEIN, DAMIT IHR EUCH SELBST BETRIGET. JACOBI AM I. SIMON KOLLE IN BRANDENBURG GOS MICH ANNO CHRISTI 1661.“

Die Glocke trägt die Familienwappen von Melcher Katte und Ursula von Thümen auf der einen und Hans Christoff Katte und Maria Eleonora Schlabrendorf auf der anderen Seite.
2003 wurde der einzigartige Dachstuhl durch eine Hilfskonstruktion gesichert und der Innenraum (Wände und Decken) einer umfassenden Überarbeitung unterzogen.

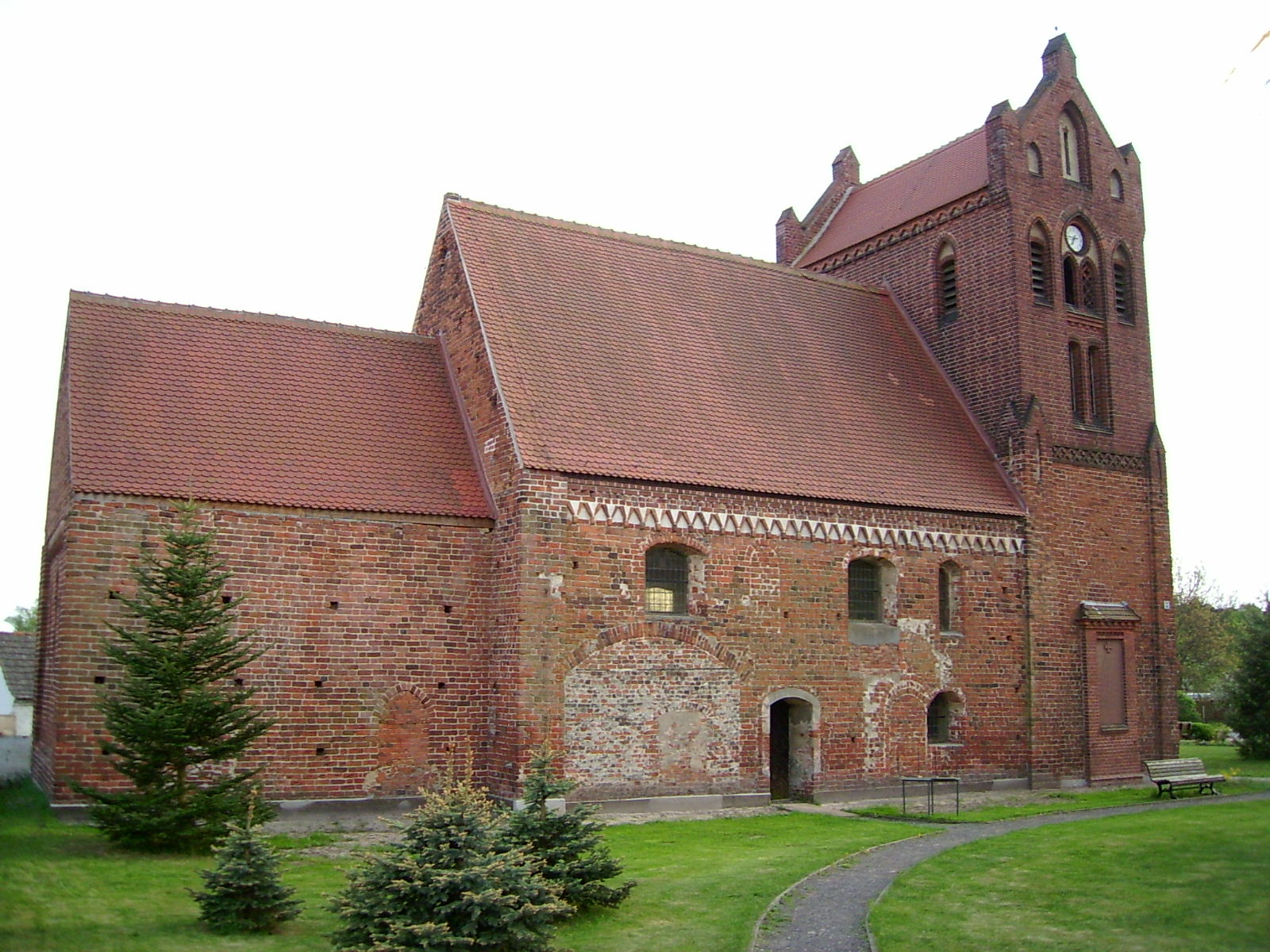
Ansicht von Norden
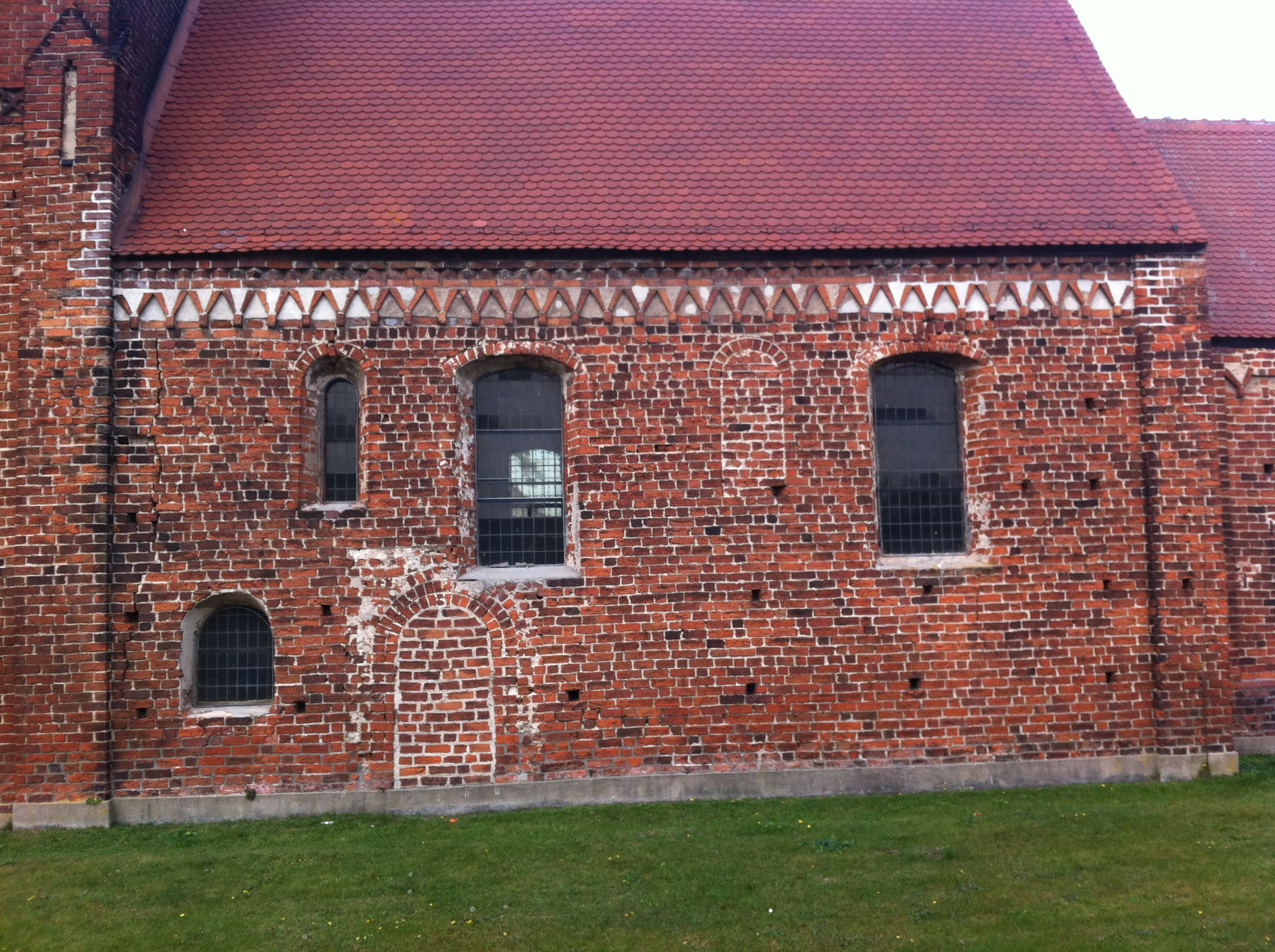
Südwand des Kirchenschiffes mit Winkelfries unterhalb der Traufe
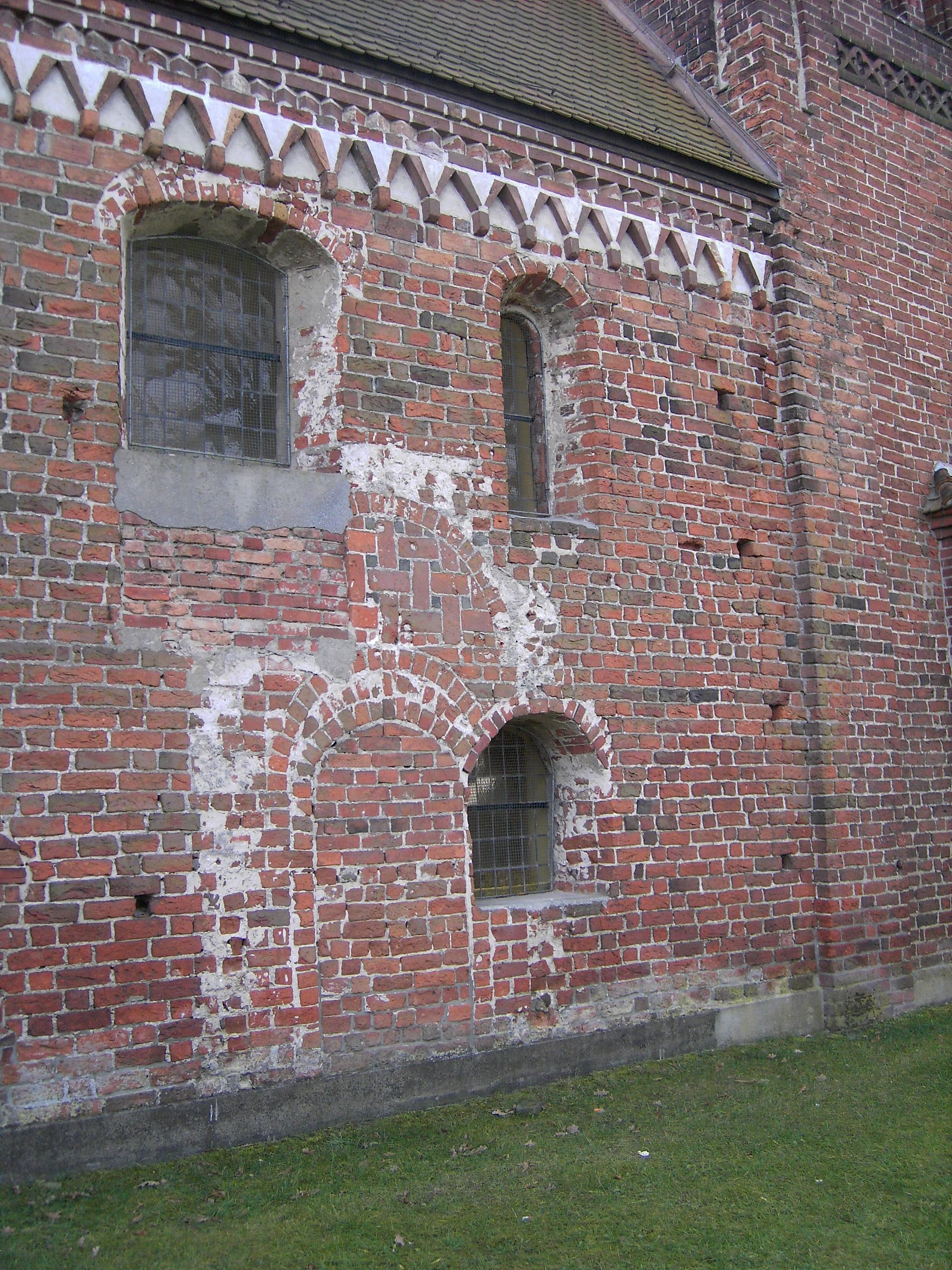
Nordwand des Kirchenschiffes mit veränderten Öffnungen
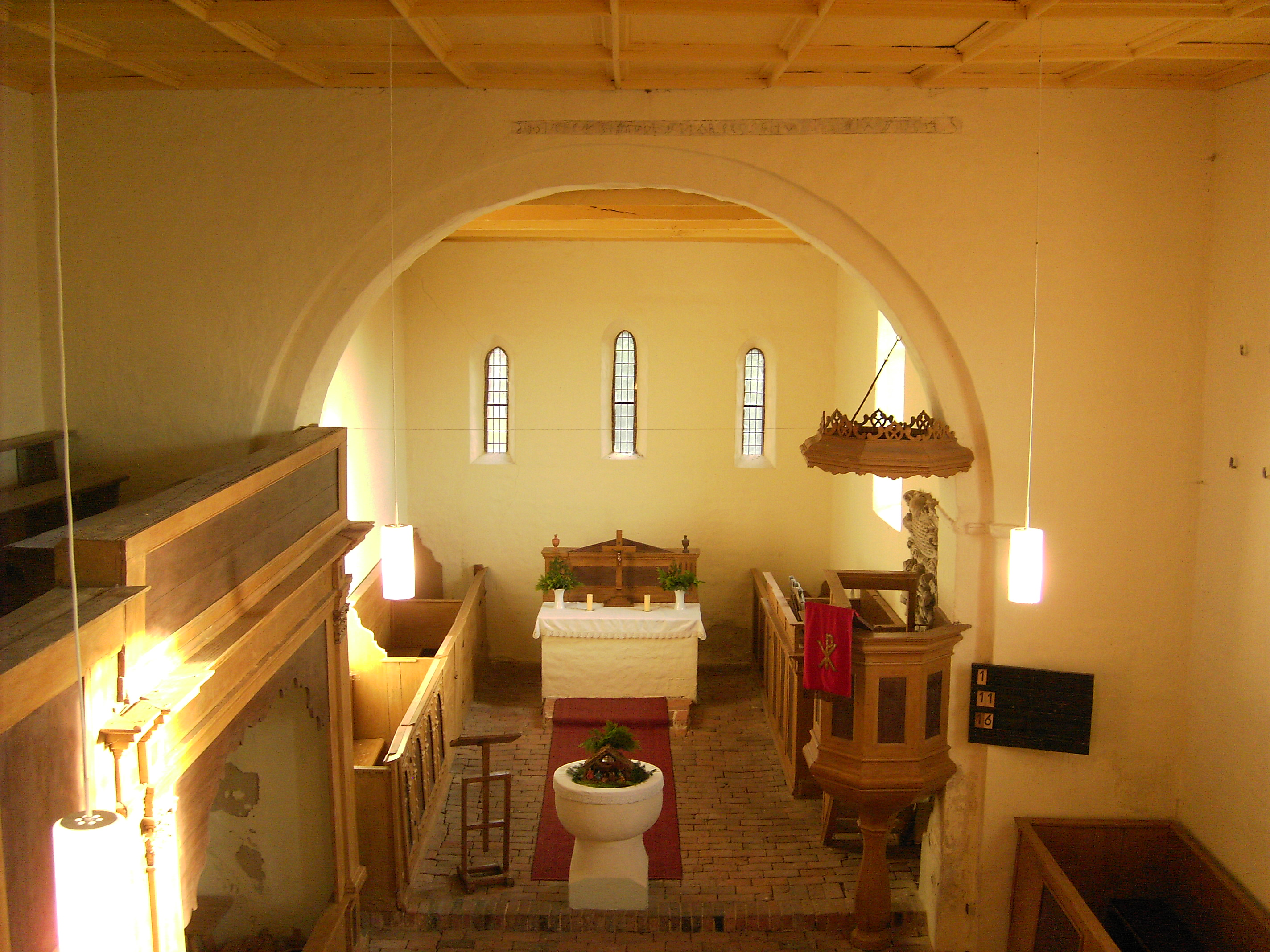
Innenraum – Blick von der Empore
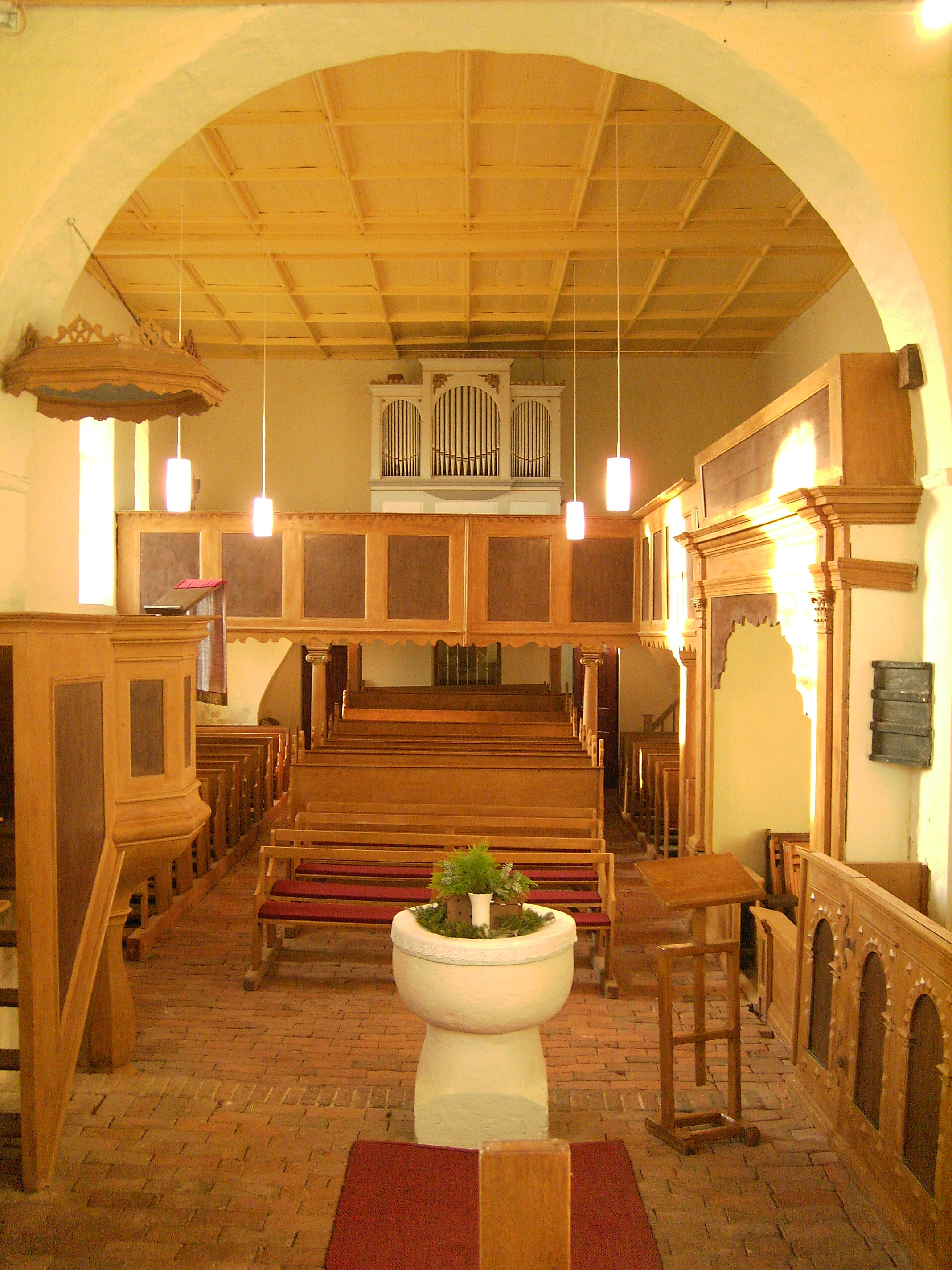
Innenraum – Blick aus dem Chorraum
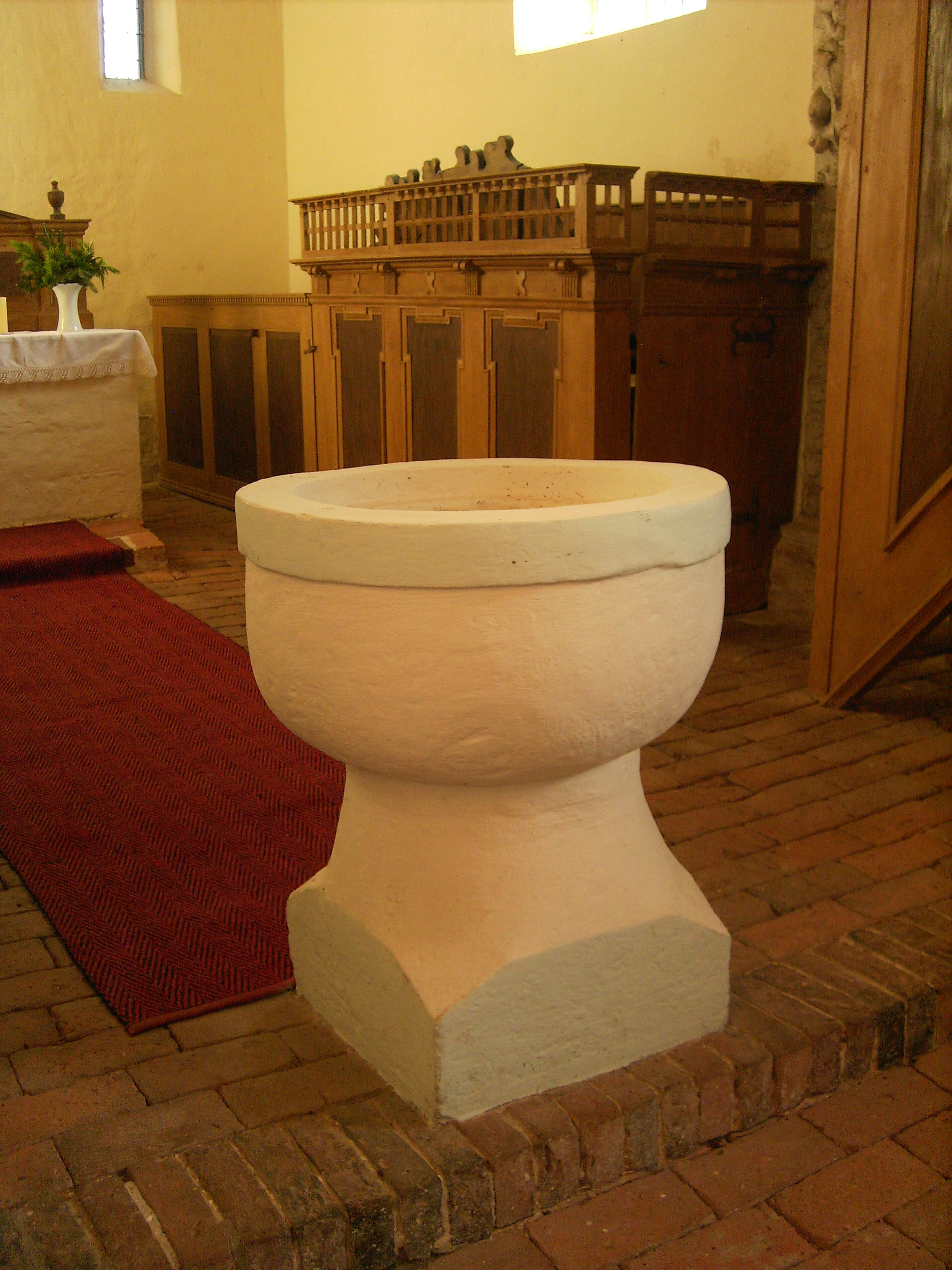
Romanische Sandsteintaufe
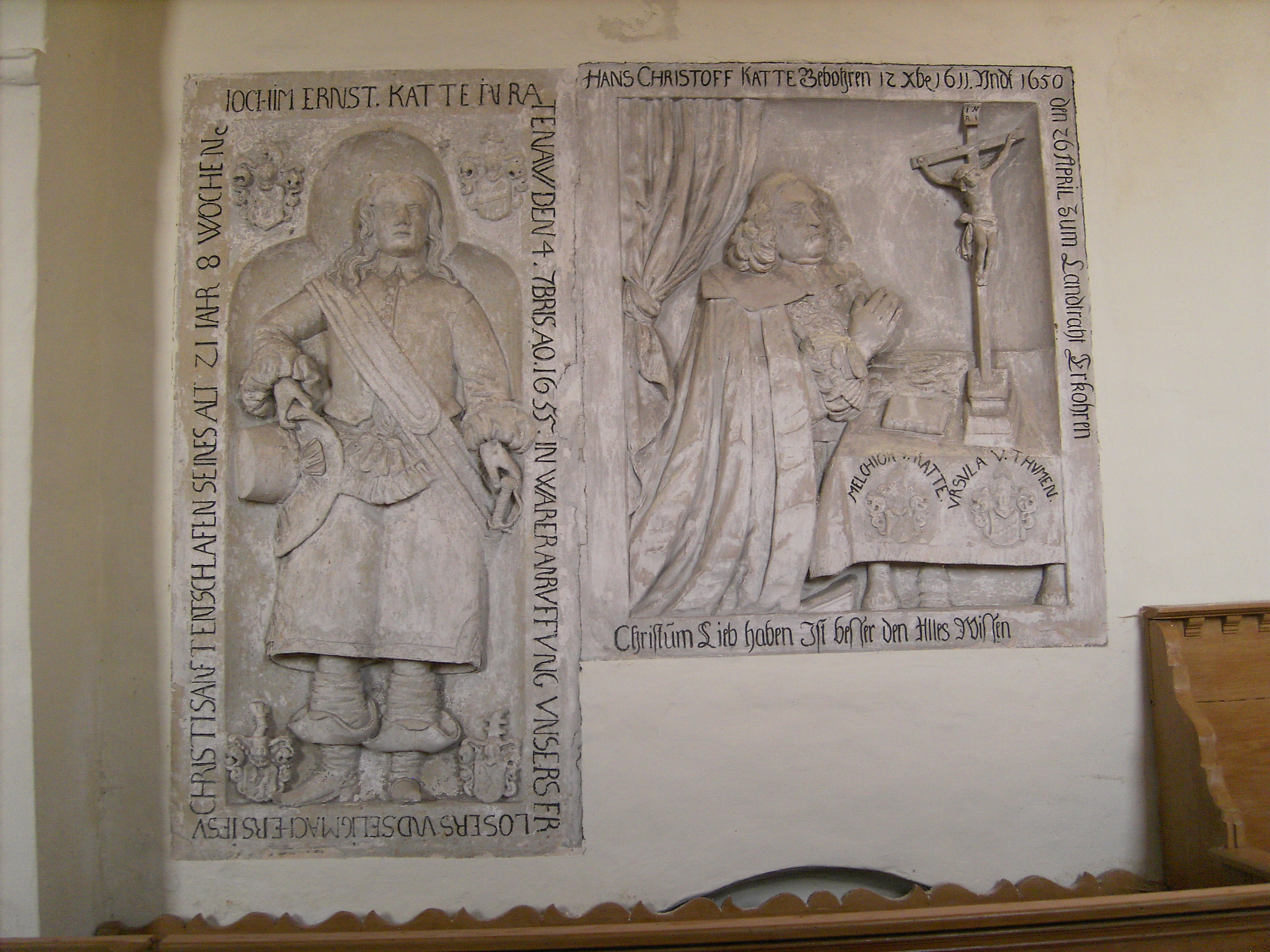
Epitaphe Hans Christoff Katte und Joachim Ernst Katte
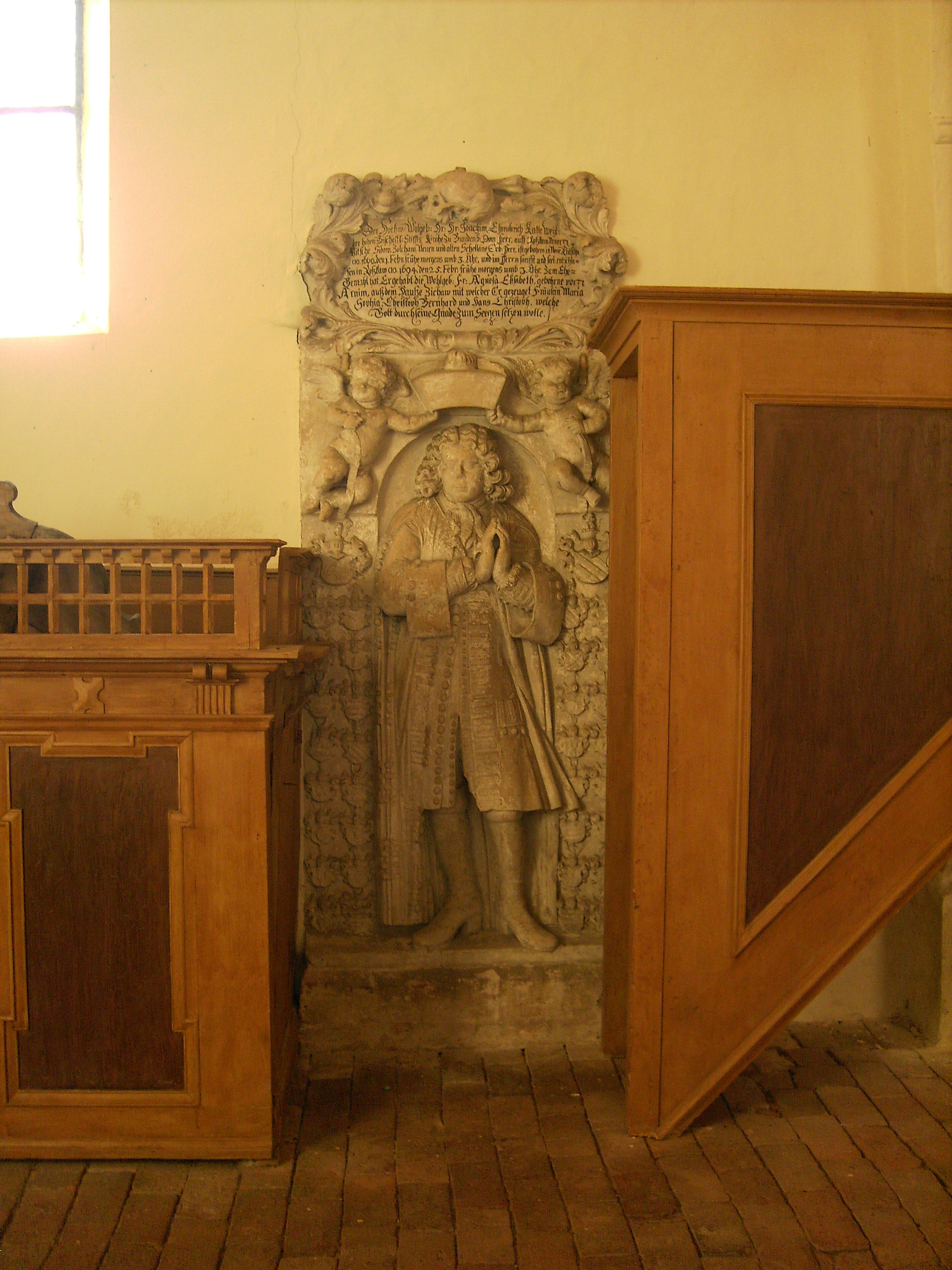
Epitaph Joachim Ehrentreich von Katte
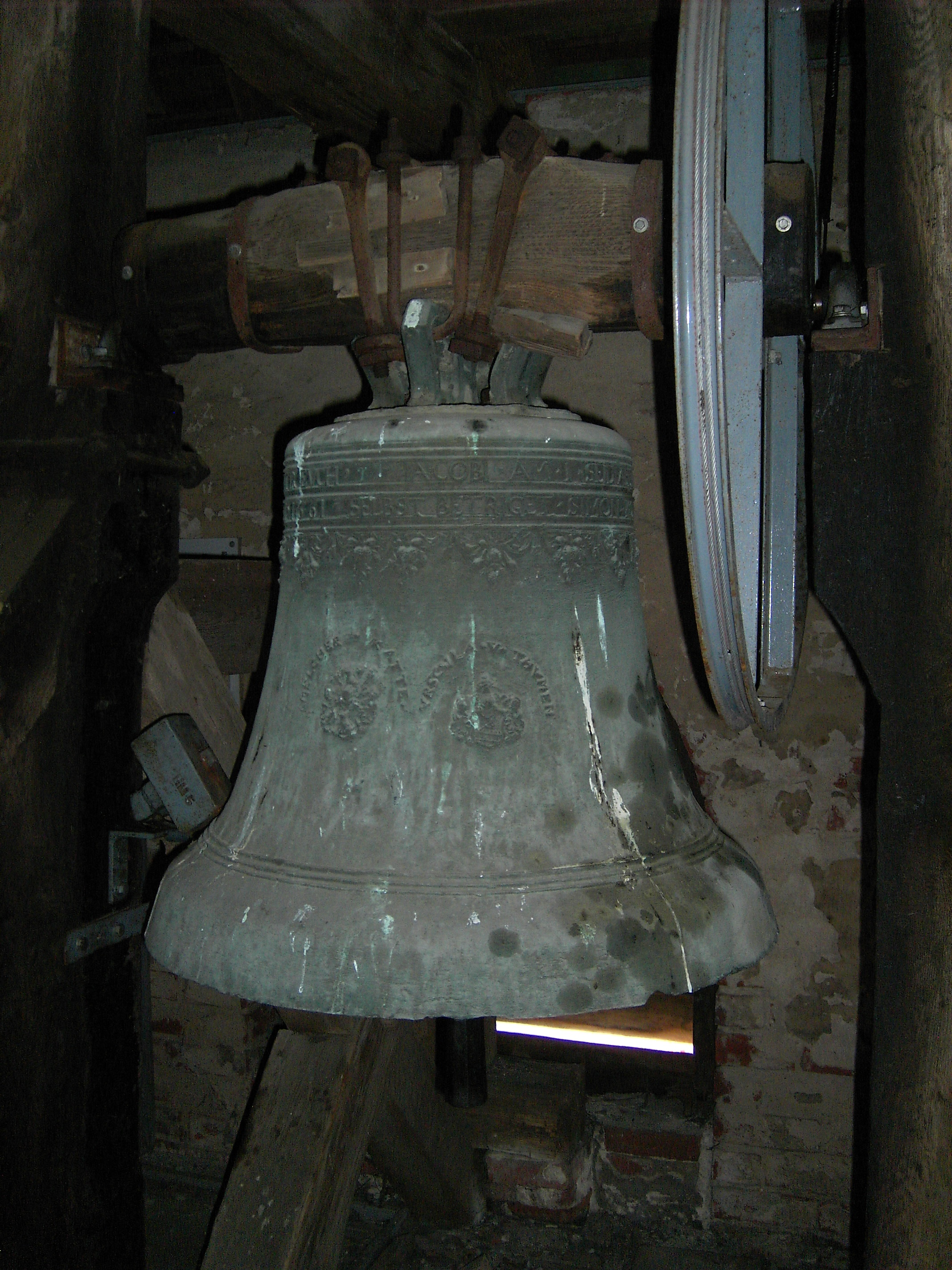
Bronzeglocke von 1661 mit Familienwappen der Stifter Melcher Katte und Ursula von Thümen